# Фейан
Фейа́н (фр. Feillens) — коммуна во Франции, находится в регионе Рона — Альпы. Департамент коммуны — Эн. Входит в состав кантона Баже-ле-Шатель. Округ коммуны — Бург-ан-Бресс.
Код коммуны — 01159.

## Население
Население коммуны на 2010 год составляло 3115 человек.
| 1962 | 1968 | 1975 | 1982 | 1990 | 1999 | 2010 |
| ---- | ---- | ---- | ---- | ---- | ---- | ---- |
| 2296 | 2538 | 2605 | 2595 | 2624 | 2935 | 3115 |